# Bluetech
Bluetech, mit bürgerlichem Namen Evan Bartholomew (* 1976 oder 1977), ist ein US-amerikanischer DJ und Produzent im Bereich von Downbeat, Ambient, Psybient und Psytrance. Er veröffentlicht seit 2003.

## Diskografie
- Bluetech – Prima Materia (Waveform Records 2003)
- Bluetech – Elementary Particles (Native State Records 2004)
- Bluetech – Sines & Singularities (Aleph Zero Records 2005)
- Evan Marc – Ekoshok EP (Thoughtless Music 2006)
- Evan Marc – Silver EP (Silent Auction 2006)
- Evan Marc – Stamen EP (Psybooty Records 2006)
- Evan Marc – Emotional Ecology (Psybooty Records 2007)
- Evan Marc – Never Let Me Go EP (Thoughtless Music 2007)
- Evan Bartholomew – Borderlands (New Land Music 2007)
- Evan Bartholomew – Caverns Of Time (Somnia Records 2007)
- Evan Marc – Retrospective EP (Thoughtless Music 2008)
- Evan Bartholomew – Secret Entries Into Darkness (Somnia Records 2008)
- Evan Marc & Steve Hillage – Dreamtime Submersible (Somnia Records 2008)
- Bluetech – Phoenix Rising (Somnia Records 2008)
- Bluetech – The Divine Invasion (Aleph Zero Records 2009)
- Bluetech – Honey In The Heart (Aleph Zero Records 2009)
- Bluetech – Call Of The Wild EP (Autonomous Music 2009)
- Bluetech – Love Songs to the Source (Interchill Records 2010)
- Bluetech – Rainforest Reverberation (Native State Records 2011)